# UNAMID

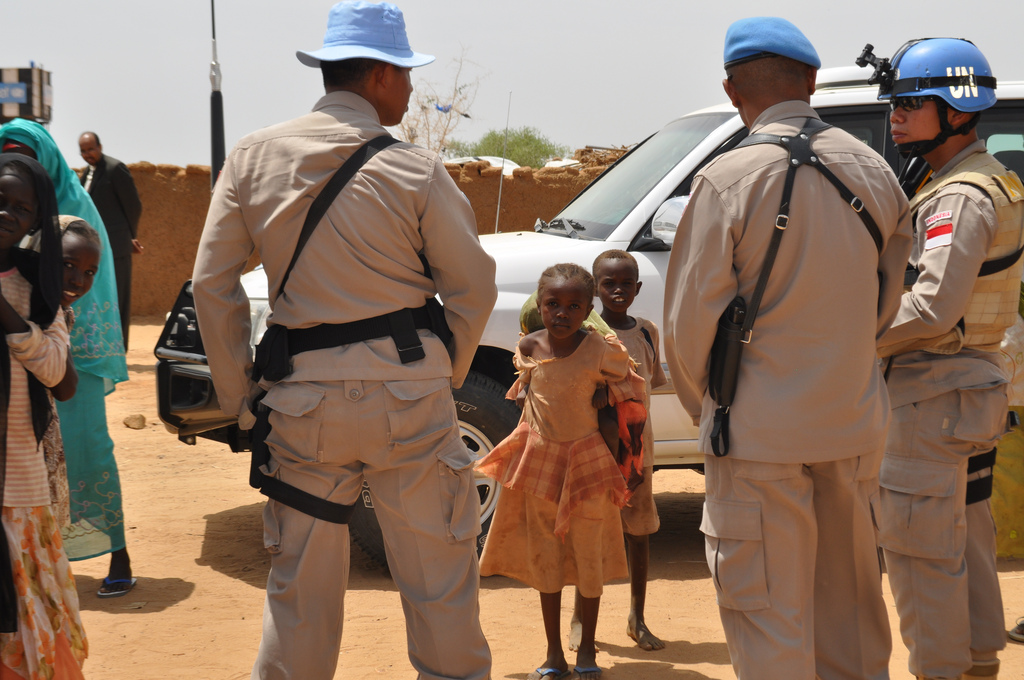
UNAMID-blauwhelmen in Soedan in september 2009.

De African Union/United Nations Hybrid operation in Darfur (UNAMID), was een gemeenschappelijke vredesoperatie van de Afrikaanse Unie en de Verenigde Naties in de Soedanese regio Darfur. De missie is formeel goedgekeurd met resolutie 1769 van de Veiligheidsraad van de Verenigde Naties op 31 juli 2007, en heeft tot doel stabiliteit te brengen in het door oorlog verscheurde Darfur terwijl de vredesbesprekingen over een uiteindelijke oplossing doorgaan.
Het oorspronkelijk mandaat werd op 31 juli 2008 verlengd tot 30 juli 2009. Op 6 augustus 2009 werd de missie verlengd tot 31 juli 2010 middels resolutie 1881 van de Veiligheidsraad van de Verenigde Naties. In juni 2017 besloot de Veiligheidsraad om de operatie het komende jaar met ongeveer een derde in te krimpen om te besparen. Het budget van de missie voor juli 2016 tot juli 2017 bedroeg ruim een miljard Amerikaanse dollar.
De macht van ongeveer 26 000 manschappen werd in het gebied ingezet vanaf oktober 2007. Op 31 december 2007 was AMIS, de al aanwezige 9000 manschappen sterke vredesmissie die tot dan toe verantwoordelijk was voor vredeshandhaving, volledig in UNAMID opgegaan.
UNAMID was de eerste gezamenlijke VN/AU-missie en de grootste vredesmissie tot dusver. Op 31 mei 2017 bestond UNAMID uit 19 797 geüniformeerde manschappen: 13 179 militairen, 293 stafofficieren, 160 militaire waarnemers en 3148 politieagenten. Deze worden ondersteund door een groep van 749 internationaal burgerpersoneel, 2148 civiele staf en 120 VN-vrijwilligers.
In 2020 werd de missie gestaakt.